# 埼玉県立所沢高等学校
埼玉県立所沢高等学校（さいたまけんりつところざわこうとうがっこう）は、埼玉県所沢市久米にある県立の高等学校。

## 概要
所沢高等学校の前身は2校あり、一方は1898年に共立英和学舎として開校し、学制改革直前まで埼玉県所沢工業学校であった実業学校で、もう一方は1916年に所沢町の町立所沢実科高等女学校として開校し、学制改革直前まで埼玉県所沢高等女学校であった高等女学校である。学制改革によって両校が統合され、1948年に新制の共学校である所沢町立埼玉県所沢高等学校となった。1950年に所沢町が市制を施行したことに伴って所沢市立となった後、1953年に埼玉県に移管され埼玉県立所沢高等学校となった。
1966年に所沢市内にあった埼玉県立川越高等学校所沢分校（定時制）の募集停止により、所沢高等学校に定時制課程が設置された。1969年に商業科の募集を停止している。

## 沿革
埼玉県所沢工業学校

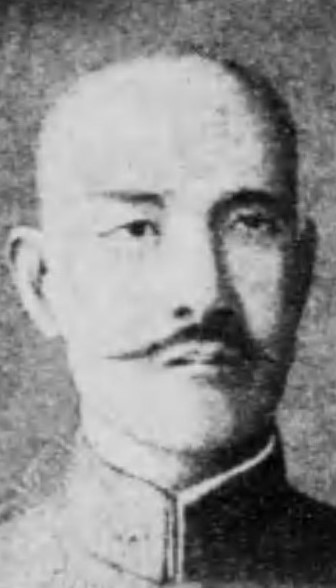
私立所沢実務学校初代校長河野長敏陸軍工兵大佐

- 1898年7月1日 - 共立英和学舎として開校。
- 1899年7月1日 - 共立和英学舎に改称し、即日私立和英学校に改称。
- 1915年 - 私立所沢実務学校に改称。初代校長に河野長敏。生徒数170、商事、簿記のほか、英漢学、地理、歴史、理科、数学、修身、書画、剣術が学べた[1]。
- 1923年4月1日 - 所沢実務学校に改称。
- 1936年4月1日 - 所沢商業学校に改称。
- 1938年10月15日 - 埼玉県所沢商業学校に改称。
- 1944年3月 - 埼玉県所沢工業学校に改称。

埼玉県所沢高等女学校
- 1916年 - 町立所沢実科高等女学校として開校。
- 1938年10月15日 - 埼玉県所沢実科高等女学校に改称。
- 1943年4月1日 - 埼玉県所沢高等女学校に改称。

埼玉県立所沢高等学校
- 1948年 - 学制改革により、埼玉県立所沢工業学校と埼玉県所沢高等女学校を統合し、所沢町立埼玉県所沢高等学校が開校。
- 1950年 - 所沢町が市制施行に所沢市となり、所沢市立埼玉県所沢高等学校に改称。
- 1953年 - 埼玉県に移管し、埼玉県立所沢高等学校に改称。
- 1966年 - 埼玉県立川越高等学校所沢分校（定時制）の募集停止に伴い、所沢高等学校に定時制課程を併設。
- 1969年 - 商業科の生徒募集を停止。

## 部活動
- 山岳部
  - 第60回全国高等学校登山大会（2016年、インターハイ）出場[2]。
- ダンス部
  - 第7回日本高校ダンス部選手権冬の公式大会の東日本大会において第3位で入賞[3]。

- ギター部
  - 第43回全日本学生ギターフェスティバル合奏部門 金賞受賞(2018)[4]
  - 第43回全国高等学校総合文化祭(さが総文)(2019)出場
  - 第44回全日本学生ギターフェスティバル合奏部門 特別金賞受賞(2019)[4]
  - 第54回全日本ギターコンクール　合奏部門　特別金賞（2023）

- フォーク部
  - 第9回埼玉県高等学校軽音楽コンテスト グランプリ受賞(2019) [5]。
  - 第7回全国高等学校軽音楽コンテスト グランプリ受賞(2019)[6]。
  - 第9回埼玉県高等学校軽音楽新人大会 グランプリ・準グランプリ受賞(2021) [5]。

## 著名な卒業生
- 竹山洋 - 脚本家
- 伊東勤 - 元プロ野球選手（熊本県立熊本工業高等学校定時制より本校定時制へ転入、卒業）
- 宮崎吾朗 - アニメーション監督
- 吾妻謙 - NHKアナウンサー[7]
- 丸山修 - アナウンサー（RKC高知放送）
- チン中村 - 元銀杏BOYZ、ギター担当
- 小林由未子 - TBSアナウンサー
- NAOTO - ダンサー、EXILE、三代目 J SOUL BROTHERS from EXILE TRIBE
- 首藤義勝 - KEYTALK ベース、ボーカル担当
- 滝口悠生 - 小説家
- 東香名子 - コラムニスト
- 十枝梨菜 - グラビアアイドル
- 大津力 - 政治家

## 交通
- 西武池袋線西所沢駅より徒歩8分
- 西武新宿線・西武池袋線所沢駅より徒歩15分